# Mertcan
Mertcan ist ein türkischer männlicher Vorname persischer Herkunft. Der Name ist gebildet aus den Elementen bzw. Einzelnamen mert (mutig, tapfer, männlich) und can (Geist, Herz, Seele, Leben).

## Namensträger
- Mertcan Çam (* 1995), türkischer Fußballspieler
- Mertcan Demirer (* 1993), türkischer Fußballspieler